# Lomographa innoma
Lomographa innoma är en fjärilsart som beskrevs av William Schaus 1901. Lomographa innoma ingår i släktet Lomographa och familjen mätare. Inga underarter finns listade i Catalogue of Life.